# Warnsdorf
Warnsdorf (Warnsdorff) − śląski i łużycki herb szlachecki, uznawany przez niektórych niemieckich heraldyków (Hefnera, Ledebura) za odmianę herbu Leliwa.

## Opis herbu
Herb występował w przynajmniej kilku wariantach. Ich blazonowanie można stworzyć następująco:
Warnsdorf I: W polu błękitnym półksiężyc srebrny rogami do góry nad którym sześciopromienna gwiazda srebrna. Nad hełmem w koronie powtórzone godło, ale na końcach półksiężyca i na gwieździe pióra strusie zabarwione podłużnie – w połowie błękitne, w połowie srebrne. Labry błękitne podbite srebrem.
Warnsdorf II: W polu błękitnym nad półksiężycem srebrnym rogami do góry – sześciopromienna gwiazda złota. Nad hełmem w koronie powtórzone godło, ale na końcach półksiężyca i na gwieździe pióra strusie zabarwione podłużnie – w połowie błękitne, w połowie srebrne.
Warnsdorf III: W polu błękitnym nad półksiężycem srebrnym rogami do góry – sześciopromienna gwiazda srebrna. Nad hełmem w koronie powtórzone godło, ale na końcach półksiężyca i na gwieździe pióra strusie: białe między niebieskimi.

## Najwcześniejsze wzmianki
Według Ernsta Heinricha Kneschke stary łużycko-śląsko-czesko-saksoński ród szlachecki, który miał być znany już od końca XII wieku (mieli wywodzić się z miejscowości Varnsdorf koło Żytawy).

## Rodzina Warnsdorf
Według Tagebuch von Zittau Gotthelfa Flaschnera z 1799 roku ród rycerski von Warnsdorf miał być jednym z najstarszych w Łużycach, podaje on legendę, że 24 mężów z tego rodu za rządów Fryderyka I miało wyruszyć na wojnę z saracenami, a po ich powrocie w 1190 za swoją dzielność mieli oni zostać podniesieni do stanu rycerskiego i miał być im nadany herb: biały półksiężyc i gwiazda na niebieskim tle. Według innej relacji ród ten około stu lat przed reformacją miał opuścić Polskę i przenieść swoją siedzibę do Czech, do miejscowości nazwanej później Warnsdorf (koło Rumburka). Przyjąwszy nową doktrynę mieli oni sprzedać tę miejscowość i zamieszkać w Łużycach, gdzie w XVI i XVII wieku zaliczali się do sześciu najznaczniejszych domów szlacheckich. Na Śląsku ich gałąź miała pojawić się już wcześniej: Hans von Warnsdorf (także jako Hans Wölfel von W., Johann von W., Jan z Varnsdorfu) wspominany jest jako stronnik króla czeskiego Jerzego z Podiebradów, Landeshauptmann w hrabstwie kłodzkim. Najwcześniejsza wzmianka o tej rodzinie pochodzi jednak z 1217 – Wilhelm von Warnsdorf miał być posłem cesarskim w Aragonii. W 1414 rycerz Nicolaus von Warnsdorf wspominany jest na Soborze w Konstacji, natomiast w 1455 Wenzel von W. występuje jako Amtshauptmann w okręgu Görlitz. Rodzina do XVIII wieku posiadała wiele dóbr w Łużycach. Na początku XVII wieku rozprzestrzeniła się także na Śląsku w księstwie świdnickim (gałąź Giesmannsdorf) gdzie także weszła w posiadanie znacznych dóbr. Wielu przedstawicieli rodziny miało służyć w armii saksońskiej i pruskiej.

## Herbowni
Herb ten był herbem własnym, więc przysługiwał tylko jednemu rodowi herbownych:
Warnsdorf (Warnsdorff).